# Дежа ви (филм)
Дежа ви (енгл. Déjà Vu) је научнофантастични трилер филм из 2006. режисера Тонија Скота. У главним улогама су Дензел Вошингтон, Пола Патон, Вал Килмер и Џејмс Кавизел.

## Радња
У Њу Орлеансу је експлодирао трајект, убивши више од 500 људи. Специјални агент Бироа за алкохол, дуван, ватрено оружје и експлозиве Даглас Карлин добио је истрагу. Истражујући експлозију, сусреће се са необјашњивим осећајем дежа виа и нелогичним чињеницама. У помоћ му прискачу агенти ФБИ, који су успели да повежу несхватљиво.

## Улоге
| Глумац           | Улога                |
| ---------------- | -------------------- |
| Дензел Вошингтон | Даглас Карлин        |
| Пола Патон       | Клер Кучевер         |
| Адам Голдберг    | Александар Дени      |
| Брус Гринвуд     | Џек Макреди          |
| Вал Килмер       | Агент Ендру Призвара |
| Мет Крејвен      | Лари Минути          |
| Џејмс Кавизел    | Керол Ерстат         |

## Зарада
- Зарада у САД - 64.038.616 $
- Зарада у иностранству - 116.518.841 $
- Зарада у свету - 180.557.457 $